# والس

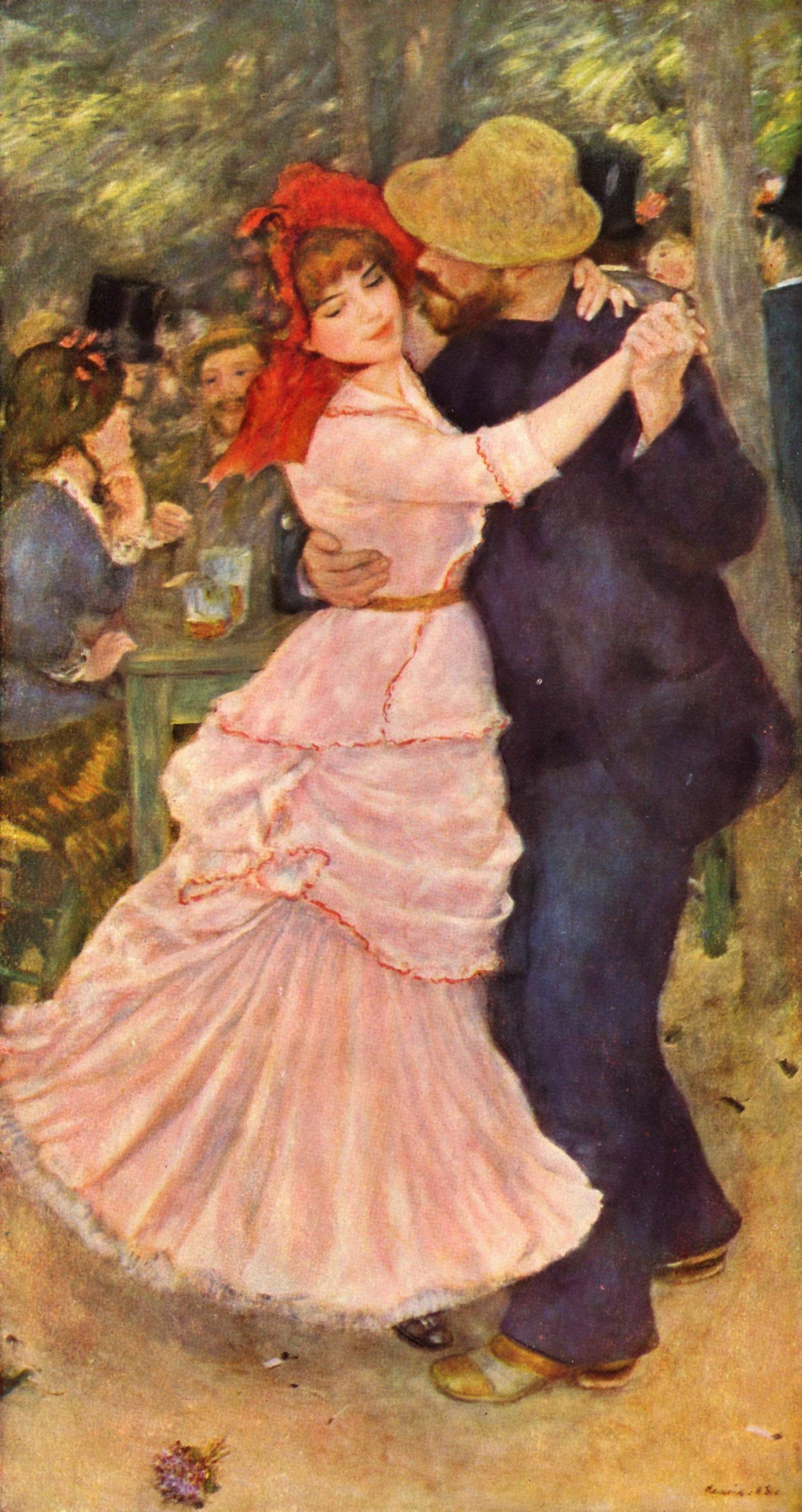
رقص

والس (به آلمانی: Walzer) یک نوع رقص محلی و سالنی است که رقصنده‌ها یکدیگر را هنگام رقص نگه می‌دارند.

## تاریخچه موسیقی والس
ظهور والس، به دوره کلاسیک برمی‌گردد؛ زمانی که موسیقیدانانی همچون فرانتس شوبرت و فردریک شوپن، قطعاتی را فارغ از هرگونه تظاهر به موسیقی هنری، برای رقص خانگی نوشتند. نویسندگان ایتالیایی ظهور والس را به قرن شانزدهم میلادی نسبت می‌دهند. والس در آلمان برای رقصی فولکلور به همین نام ساخته شد، رشد کرد و تا جنگ جهانی اول محبوبیت زیادی بین مخاطبان موسیقی در سراسر اروپا داشت. بعد از جنگ جهانی اول موسیقی والس کمرنگ و کمرنگ‌تر شد و میان نسل جنگ‌زده کسی با والس نمی‌رقصید؛ اما آهنگسازان جدید و خلاق در موسیقی آلمان، ایتالیا و روسیه باعث بیرون آمدن والس از مه‌گرفتگی پس از جنگ شدند و جانی تازه به این موسیقی دادند. رقص والس، نوعی رقص فولکلور آلمانی است و موسیقی آن هم زیرشاخه‌ای از موسیقی کلاسیک بوده و موسیقی فولکلور و اصیل المانی محسوب می‌شود. والس در آلمان ظهور کرد و به کشورهای دیگر راه پیدا کرد و در طول تاریخ، در پس جنگ‌ها، در سیاهی مستی و سفیدی شادی، انسان‌های بسیاری با آن رقصیدند. (برگرفته از مقاله «والسی برای تو» نوشته علیرضا برجعلی). والس نوروزی یکی از والس‌های ایرانی و اثر احمد عاشورپور است.

## ساختار و فرم موسیقی والس
والس از زمان پدید آمدن تا به امروز دستخوش تغییراتی شده‌است. مهم‌ترین شناسه فرم کنونی آن ریتم سه ضربی یا 3
4 آن است که تقریباً در تمام والس‌ها می‌توان یک لوپ پایه که با تأکید روی ضرب اول، تا پایان قطعه ادامه میابد را شنید که سایر ملودی‌ها بر اساس این لوپ نوشته و اجرا می‌شوند. این لوپ به ندرت تغییر می‌کند که معمولاً در مدولاسیون یا تغییر گام در میان قطعه اتفاق می‌افتد. نت ضرب اول در لوپ با شدت اجرا می‌شود و دو ضرب بعدی با شدتی کم‌تر و معمولاً با صدایی زیر نسبت به نت ضرب اول اجرا می‌شوند. اگر با تئوری موسیقی آشنا نیستید، برای فهمیدن این مسئله کافی‌ست از یک تا سه بشمارید و عدد یک را با شدت بیشتری تلفظ کنید تا متوجه مفهوم ریتم سه‌ضربی بشوید(۳ ۲ ۱ ۳ ۲ ۱). ریتم سه-چهار در والس‌ها به وضوح خودنمایی می‌کند و می‌توان گفت تمام والس‌ها سه‌ضربی هستند. از دیگر ویژگی‌های لوپ سه‌ضربی والس می‌توان به این اشاره کرد که در بیشتر والس‌ها در ضرب اول تنها یک نت اجرا می‌شود اما در ضرب‌های دوم و سوم شاهد اجرای دو یا چند نت به صورت همزمان هستیم؛ برای مثال در ضرب اول نت رِ(D) به صورت تکی و در ضرب‌های دوم وسوم نت‌های فا(F) و لا(A) همزمان اجرا می‌شوند. اگر نت‌های گفته شده را طبق مثالی که برای تعریف ریتم سه‌ضربی زدیم، به جای اعداد جای‌گذاری کنیم می‌شود:(D/A-F/A-F/D/A-F/A-F)
البته گاهی ساختار اینگونه نیست و لوپ به صورت آرپژ (اجرای جداگانه نت‌های یک آکورد)یا روش‌های دیگر نوشته و اجرا می‌شود که در این صورت هم ریتم سه ضربی قابل تشخیص است. (برگرفته از مقاله «والسی برای تو» نوشته علیرضا برجعلی)

## سازبندی در والس
محدودیتی برای استفاده از سازها و صداهای مختلف در یک والس وجود ندارد و راه خلاقیت باز است، اما از دوره شکل‌گیری والس سازهایی مانند پیانو، سازهای ارکسترال مانند ویلن و ساز آکاردئون، چه به صورت آکوستیک (اجرای صدا توسط ساز به صورت مستقیم) و چه الکترونیک (اجرای صدا توسط پلاگین‌های نرم‌افزاری) بیشترین استفاده را در این موسیقی داشته‌اند و می‌توان گفت که مناسب‌ترین سازها برای والس هستند. سازهای کوبه‌ای نیز به صورت محدود، گاهی در والس‌ها استفاده می‌شوند و معمولاً درام‌های آرام و با شدت کم، مناسب قطعات والس هستند. اما در کل، درام جایگاه زیادی در قطعات والس که معمولاً بی‌کلام هستند ندارد و بیشتر زمانی وارد قطعه می‌شود که والس ما با صدای خواننده ترکیب شود و بی‌کلام نباشد. (برگرفته از مقاله «والسی برای تو» نوشته علیرضا برجعلی)

## چند والس معروف
Gramophone - Eugen Doga
Waltz No #2 - Dimitri Shostakovich
Waltz Of Flower - Pyotr Ilyich Tchaikovsky
Dark Waltz - Hayley Westenra
Waltz _ Evgeny grinko